# L-Imġarr
Ne doit pas être confondu avec Mġarr (Gozo).
L-Imġarr – ou plus simplement Mġarr – est une localité de Malte d'environ 3 600 habitants, située dans le nord-ouest de Malte, lieu d'un conseil local (Kunsilli Lokali) compris dans la région (Reġjun) Tramuntana.

## Paroisse
Il aura fallu attendre jusqu'au début du XXe siècle pour que le village devienne une paroisse.

### Église
L'église paroissiale, dédiée à Sainte-Marie de l'Assomption, construite entre 1912 et 1946, est remarquable par la taille de son dôme. Sa forme ovale est attribuée à la façon dont les fonds nécessaires à sa construction ont été récoltés, plus les habitants procuraient de fonds plus les constructeurs bénévoles agrandirent le dôme. Les habitants procuraient des fonds grâce aux profits de la vente d’œufs produits localement, plus de 300 000 œufs auraient été vendus afin de financer la construction. 

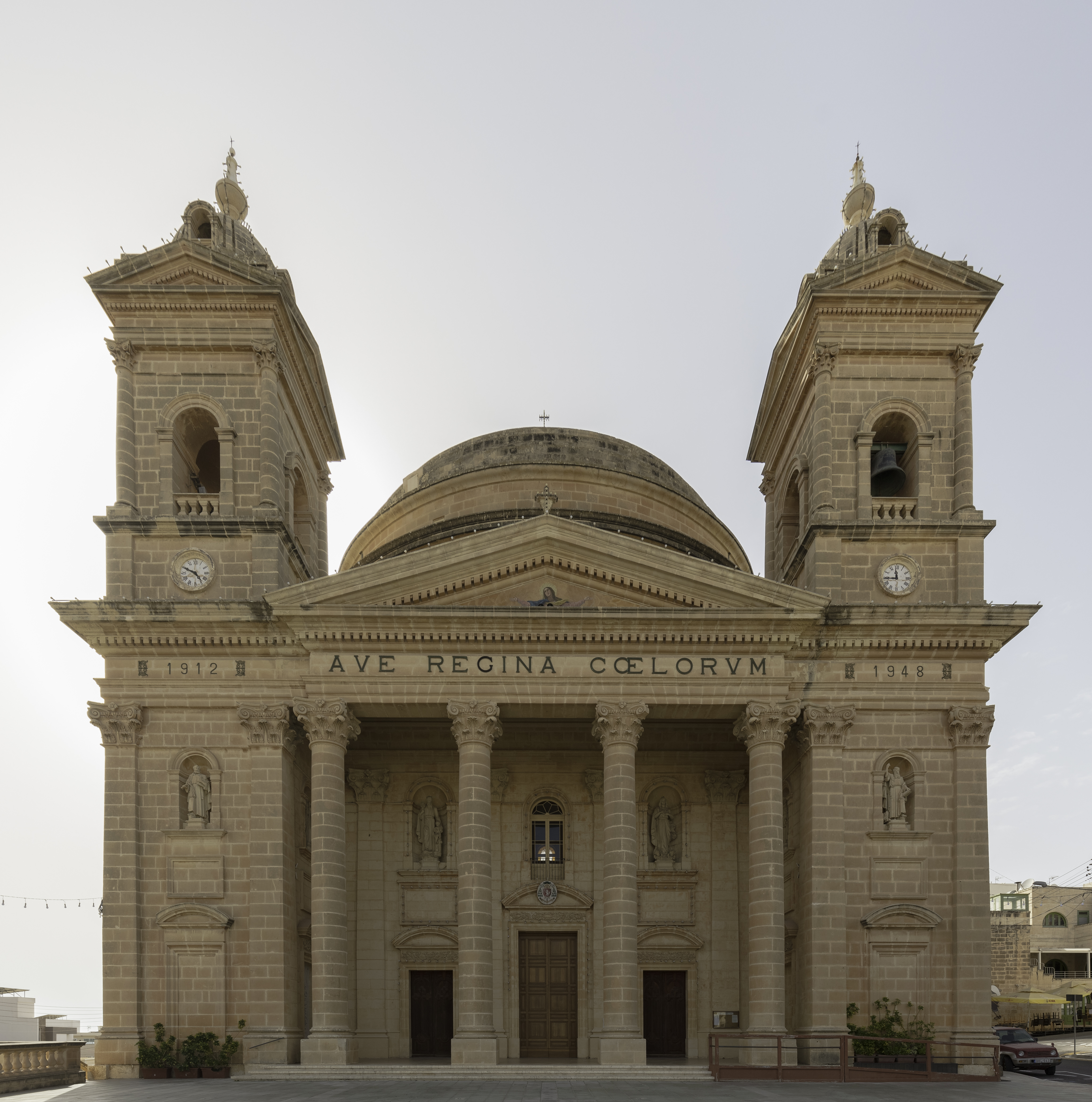
Eglise Sainte-Marie de L'Assomption

## Histoire
L'histoire de Mġarr est celle d'une petite communauté agricole, possédée tour à tour par quelques familles de Mdina, et qui fut, au fil du temps, séparée en lots donnés en héritage aux descendants des propriétaires. Aujourd'hui, le village, quoique grand, est toujours considéré comme un village de campagne.

## Géographie
C'est sur le territoire de Mġarr que se trouvent des lieux rustiques, comme Bingemma, Wardija, Fomm ir-Rih et Gnejna Bay. Mġarr est de ce fait un endroit touristique.
|                  | Il-Mellieħa      |                   |
| Mer Méditerranée | L-Imġarr         | San Pawl il-Baħar |
|                  | Ir-Rabat (Malte) | Il-Mosta          |

### Għajn Tuffieħa Bay

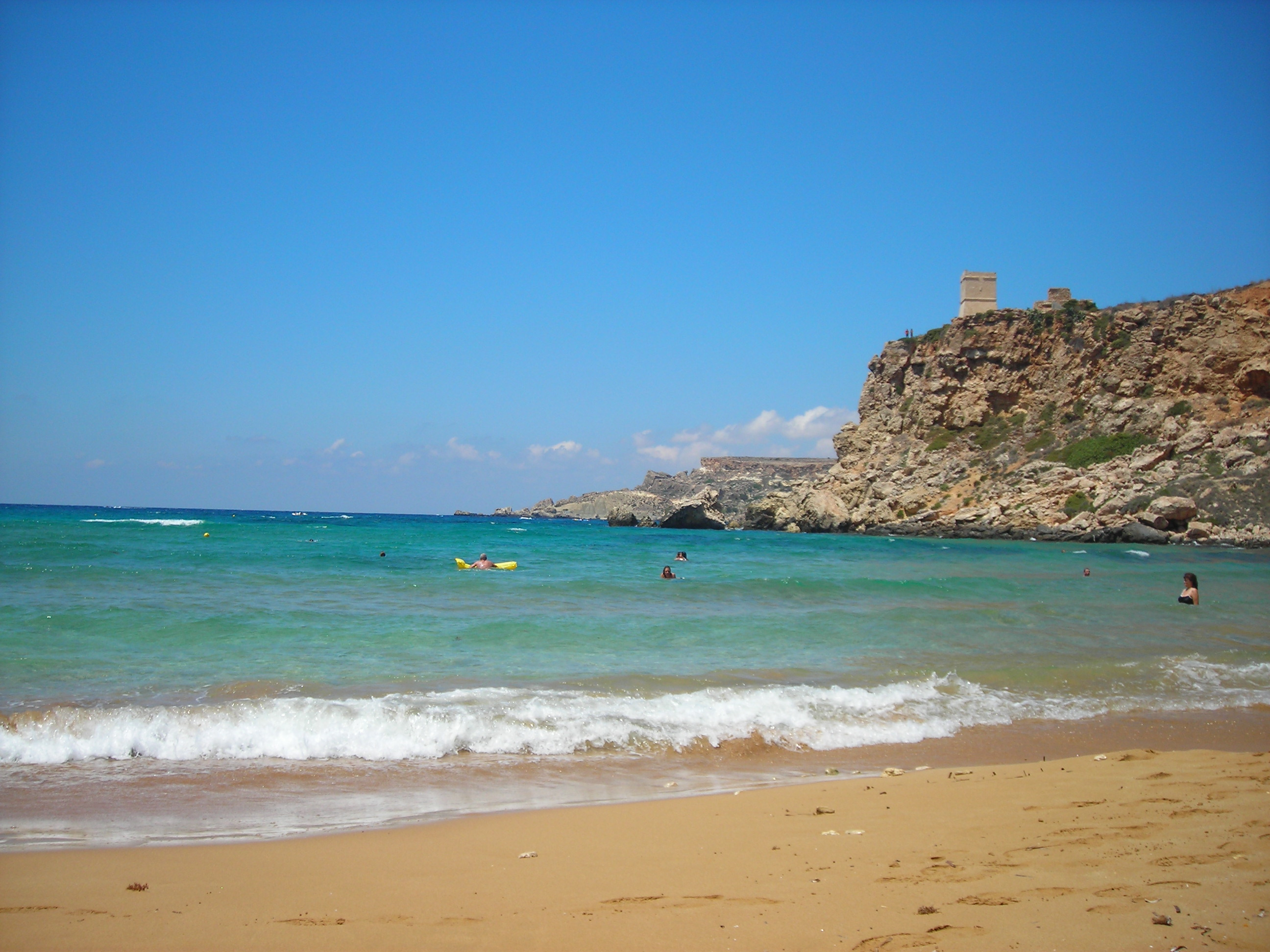
Baie Għajn Tuffieħa et la tour Għajn Tuffieħa

Cette plage se trouve à une centaine de mètres de la plage de Golden Bay. Elle est surtout fréquentée par les Maltais eux-mêmes.

### Gnejna Bay
Cent mètres à l'ouest de la précédente plage se trouve Gnejna Bay. Une partie de la plage de Gnejna Bay est utilisée pour le nudisme dans un espace caché de la plage même.

## Patrimoine et culture
- Les thermes de Għajn Tuffieħa sont un site archéologique de l'époque romaine,correspondant à un système thermal de petite taille (balneum), daté de la fin du Ier siècle ou du début du IIe siècle ap. J.C.

### Personnes notables
- Gaia Cauchi, chanteuse.

- Alicia Bugeja Said, femme politique.

- Myles Beerman, footballeur a l'équipe des Rangers Football Club.

- Christabelle Borg, chanteuse.

## Jumelage
La ville de Mġarr est jumelée avec la ville de Mathi, Italie.

## Sources
- (mt) Alfie Guillaumier, Bliet u Rħula Maltin (Villes et villages maltais), Klabb Kotba Maltin, Malte, 2005.
- (en) Juliet Rix, Malta and Gozo, Brad Travel Guide, Angleterre, 2013.
- Alain Blondy, Malte, Guides Arthaud, coll. Grands voyages, Paris, 1997.